# Augustine Brohan
Augustine Brohan (właśc. Joséphine-Félicité-Augustine Brohan, ur. 2 grudnia 1824 w Paryżu, zm. 15 lutego 1893 tamże) – francuska aktorka teatralna.

## Życiorys
Joséphine-Félicité-Augustine Brohan urodziła się 2 grudnia 1824 w Paryżu. W młodym wieku rozpoczęła naukę w Konserwatorium Paryskim, gdzie dwukrotnie zdobyła drugą nagrodę za komedię.
19 maja 1841 debiutowała w Comédie-Française w roli Tartuffe w Świętoszku Molière’a i Lisy w Rivaux deux-mêmes. Przyjęto ją jako pensionnaire (początkującą aktorkę), a po osiemnastu miesiącach jednogłośnie wybrana na członka Komedii Francuskiej (sociétaire). Sukcesy odnosiła w sztukach autorstwa Molière’a, Jean-François Regnarda oraz Pierre’a de Marivaux.  W 1866 przeszła na aktorską emeryturę.